# 香港居民巴士NR338線
珀麗灣居民巴士NR338線及珀麗灣居民巴士NR338S線是香港居民巴士路線，來往珀麗灣及中環（二號碼頭），由珀麗灣客運經營。前者屬深宵路線，後者則屬日間路線，以循環形式運作。

## 歷史
- 2008年7月27日：NR338線因應馬灣東灣碼頭進行維修工程而投入服務，為取代深宵時段渡輪的替代巴士服務。
- 2009年10月1日：雖然東灣碼頭工程已於2009年9月底完竣，但由於深宵時間乘搭渡輪的乘客一向稀少，因此工程完成後，當日起改為永久路線，正式取代深宵渡輪服務。[2]
- 2020年2月17日：因應疫情船隻需要進行清潔工作，NR338線增加星期一至五日間服務，取代部分渡輪班次，直至2月21日。相關班次與凌晨常規班次不同，中途不停站。[3]
- 2020年5月1日：因客量長期偏低，加上牌照於4月30日屆滿，宣告取消服務。[4]
- 2021年5月1日：恢復服務，來回程改經紅磡海底隧道及灣仔，不再途經西區海底隧道。往中環（二號碼頭）方向增停告士打道盧押道站，往珀麗灣方向增停港灣道海港中心站。[5]
- 2025年8月4日：因應珀麗灣來往中環的渡輪服務於2025年8月17日起縮減班次及及提早尾班船，NR338S線投入服務。

## 服務時間
NR338
- 珀麗灣開：23:50、01:05、02:20、03:30、04:45、06:00
- 中環2號碼頭開：00:30、01:40、02:55、04:05、05:20、06:35

NR338S
- 珀麗灣開：
  - 星期一至五：07:35、07:40、08:35、08:40、11:00、13:00、15:00、20:30、22:00及23:00
  - 星期六、日及公眾假期：09:00、11:00、13:00、15:00、17:00、19:00、21:00、22:00及23:00

## 收費
全程：$32（NR338）／$39（NR338S）
| - 本線大小同價。 - 65歲或以上長者使用長者或個人八達通（包括「樂悠咭」），合資格殘疾人士使用「殘疾人士身份」個人八達通，以及60至64歲香港居民使用「樂悠咭」繳付車資，均可享有每程$2.0或全費（以較低者為準）的票價優惠。 - 乘客只可使用八達通繳費，不設現金付款。 - 居民收費必須使用經珀麗灣客運認可及登記之八達通繳付車資。 - 每位成人乘客可免費攜帶最多兩名3歲以下而不佔座位的兒童乘客乘車，超額之3歲以下小童必須繳付車費乘車。 - 任何人士皆可乘搭。 - 已獲珀麗灣客運認可其身份的住戶，使用已登記八達通卡繳付車資，可享用$24.5( NR338)/$22(NR338S)居民車費。 |

## 行車路線
NR338
珀麗灣開途經：珀麗路、珀林路、馬灣路、青馬大橋、青衣西北交匯處、長青公路、南灣隧道、昂船洲大橋、青沙公路、西九龍公路、連翔道、佐敦道、加士居道天橋、加士居道、漆咸道南、康莊道、海底隧道、告士打道、夏慤道、干諾道中及民光街
中環(2號碼頭)開途經：民光街、民耀街、龍和道、博覽道、博覽道東、菲林明道、港灣道、杜老誌道、鴻興道、海底隧道、康莊道、漆咸道南、加士居道天橋、加士居道、佐敦道、連翔道、西九龍公路、青沙公路、昂船洲大橋、南灣隧道、長青公路、青衣西北交匯處、青馬大橋、馬灣路、珀林路及珀麗路
NR338S
途經：珀麗路、珀林路、馬灣路、青嶼幹線、青衣西北交匯處、長青公路、長青隧道、青葵公路、西九龍公路、西區海底隧道、干諾道西天橋、林士街天橋、民寶街、金融街、民祥街、民耀街、民光街、民耀街、民祥街、林士街天橋、干諾道西天橋、西區海底隧道、西九龍公路、青葵公路、長青隧道、長青公路、青衣西北交匯處、青嶼幹線、馬灣路、珀林路及珀麗路

### 沿線車站
NR338
| 珀麗灣開 | 珀麗灣開     | 珀麗灣開       | 中環二號碼頭開 | 中環二號碼頭開 | 中環二號碼頭開 |
| 序號     | 車站名稱     | 位置           | 序號           | 車站名稱       | 位置           |
| -------- | ------------ | -------------- | -------------- | -------------- | -------------- |
| 1        | 珀麗灣       | 珀麗灣巴士總站 | 1              | 中環二號碼頭   | 民光街         |
| 2        | 基慧小學     | 珀林路         | 2              | 海港中心       | 港灣道         |
| 3        | 臨海廣場     | 珀林路         | 3              | 臨海廣場       | 珀林路         |
| 4        | 六國中心     | 告士打道       | 4              | 基慧小學       | 珀林路         |
| 5        | 砵典乍街     | 干諾道中       | 5              | 田寮新村       | 珀林路         |
| 6        | 中環二號碼頭 | 民光街         | 6              | 珀麗灣         | 珀麗灣巴士總站 |

NR338S
| 珀麗灣開 | 珀麗灣開     | 珀麗灣開       |
| 序號     | 車站名稱     | 位置           |
| -------- | ------------ | -------------- |
| 1        | 珀麗灣       | 珀麗灣巴士總站 |
| 2        | 基慧小學     | 珀林路         |
| 3        | 臨海廣場     | 珀林路         |
| 4        | 港鐵香港站   | 民祥街         |
| 5        | 中環二號碼頭 | 民光街         |
| 6        | 臨海廣場     | 珀林路         |
| 7        | 基慧小學     | 珀林路         |
| 8        | 田寮新村     | 珀林路         |
| 9        | 珀麗灣       | 珀麗灣巴士總站 |

## 客量
本線客量長期處於低水平。珀麗灣客運表示，該線有超過四成班次客運僅1人或以下，其餘班次客量只有個位數。珀麗灣客運在營運成本上漲下，於2020年決定取消此線，但到2021年5月才回歸。

## 外部連結
- 珀麗灣居民巴士NR338線－681巴士總站 （页面存档备份，存于）
- NR338珀麗灣客運官方路線資料（PDF乳豬紙版）（取消前） （页面存档备份，存于）
- NR338珀麗灣客運官方路線資料（PDF乳豬紙版） （页面存档备份，存于）